# イギリス国鉄
イギリス国鉄（イギリスこくてつ）は、1948年から2000年まで存在したイギリスにおける国有鉄道を指す。英語での名称は当初はBritish Railways、1969年以降はBritish Rail。略称はBR。
イギリスの国内のうち、グレートブリテン島全土に加え近接する一部の島にも及ぶ広範囲な路線網を有していた。1948年1月1日に国内大手私鉄4社「ビッグ・フォー (Big Four)」を中心とする国有化により発足し、1994年から1997年にかけて分割民営化された。
国鉄が存在していた間に、列車は蒸気機関車主体から気動車・電車主体になり、主な輸送収入源は貨物から旅客へと変化した。また、多くの赤字路線が廃止され、大規模な合理化が行われた。
民営化に際しては上下分離方式が採用され、列車運行は旅客・貨物の各運行会社に継承、旅客列車は20数社の民間会社が「ナショナル・レール (National Rail)」の統一ブランド名を採用している。線路の所有および維持管理業務はレールトラック社に引き継がれ、現在はネットワーク・レール社が行っている。

## 歴史

### 1948年の国有化

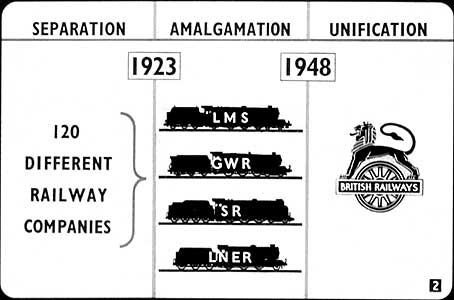
ビッグ4への集約と、その後の国有化

19世紀に世界初の鉄道として誕生したイギリスの鉄道は一貫して私鉄のみで発展をとげたが、第一次世界大戦中に一時的に政府の管轄下におかれた。大戦後は国有化も検討されたが見送られ、代わりに1921年鉄道法によって1923年1月1日付で100数社にも及ぶ私鉄各社の大合併が実施されることとなり、西部のグレート・ウェスタン鉄道（GWR）、西海岸のロンドン・ミッドランド・アンド・スコティッシュ鉄道（LMS）、東海岸のロンドン・アンド・ノース・イースタン鉄道（LNER）そして南東部のサザン鉄道（SR）の大手私鉄4社（ビッグ4）に集約された。
第二次世界大戦後、クレメント・アトリー率いる労働党政権は公共事業の国有化を進め、その一環として、1947年輸送法（英語版）によって1948年にイギリス運輸委員会（British Transport Commission、略称BTC）を設立して国内の公共交通を一元管理した。その際私鉄4社も傘下の鉄道部局（Railway Exective）に接収され、商標として「British Railways」（ブリティッシュ・レールウェイズ）が制定された（いわゆる「イギリス国鉄」の発足）。その後1962年運輸法（英語版）でBTCは解体され、鉄道部局はイギリス国鉄本社（British Railways Board）という公共企業体（英語版）として独立した。
なお、国有化の対象外とされた陸軍ロングムーア専用線などの専用線や軽便鉄道の大半、ロンドン地下鉄、グラスゴー地下鉄およびリバプール高架鉄道（Liverpool Overhead Railway）などの公営交通や各地の路面電車はそのまま存続し、LMSが保有していた北アイルランドの北部カウンティ委員会線区は北アイルランド政府に売却され、1949年に設立されたアルスター運輸機構（Ulster Transport Authority、UTA、現在の北アイルランド鉄道）に引き継がれた。
1930年代以降の大恐慌と第二次世界大戦時の経済統制による私鉄各社の収益低下、さらにドイツ軍の空襲被害が重なり、新規の設備投資はおろか日常の保守管理もままならなくなり、国有化後は戦災復旧およびメンテナンス水準を戦前なみに戻すのが喫緊の課題となっていた。その他戦争で立ち消えとなった私鉄時代の投資計画もウッドヘッド線（英語版）マンチェスター - ワース間（英語版）および旧グレート・イースタン鉄道ロンドン口のリバプール・ストリート～シェンフィールド間電化など一部が再開された。
日本やアメリカ、フランスなど周辺各国が電気車やディーゼル車への投資に舵を切る中、イギリスでは電化はロンドン近郊などを除きごく一部に限られ、私鉄以来の蒸気機関車が重宝された。国有化後も私鉄設計の蒸気機関車が引き続き増備され、1951年以降国鉄型蒸気機関車が登場し、国鉄最後にして999両目の本線用蒸気機関車がスウィンドン工場で落成したのは1960年のことだった。
1950年代以降モータリゼーションが進行し、余剰となった重複路線の整理がなされることとなり路線廃止が開始された。イースト・アングリアでは1959年に旧ミッドランド・アンド・グレート・ノーザン・ジョイント鉄道線のほとんどが廃止された。また、グレート・セントラル鉄道本線の長距離旅客列車は1960年までに廃止された。しかしながら、この路線・列車の廃止はその後の大規模廃止と比較するとわずかなものだった。

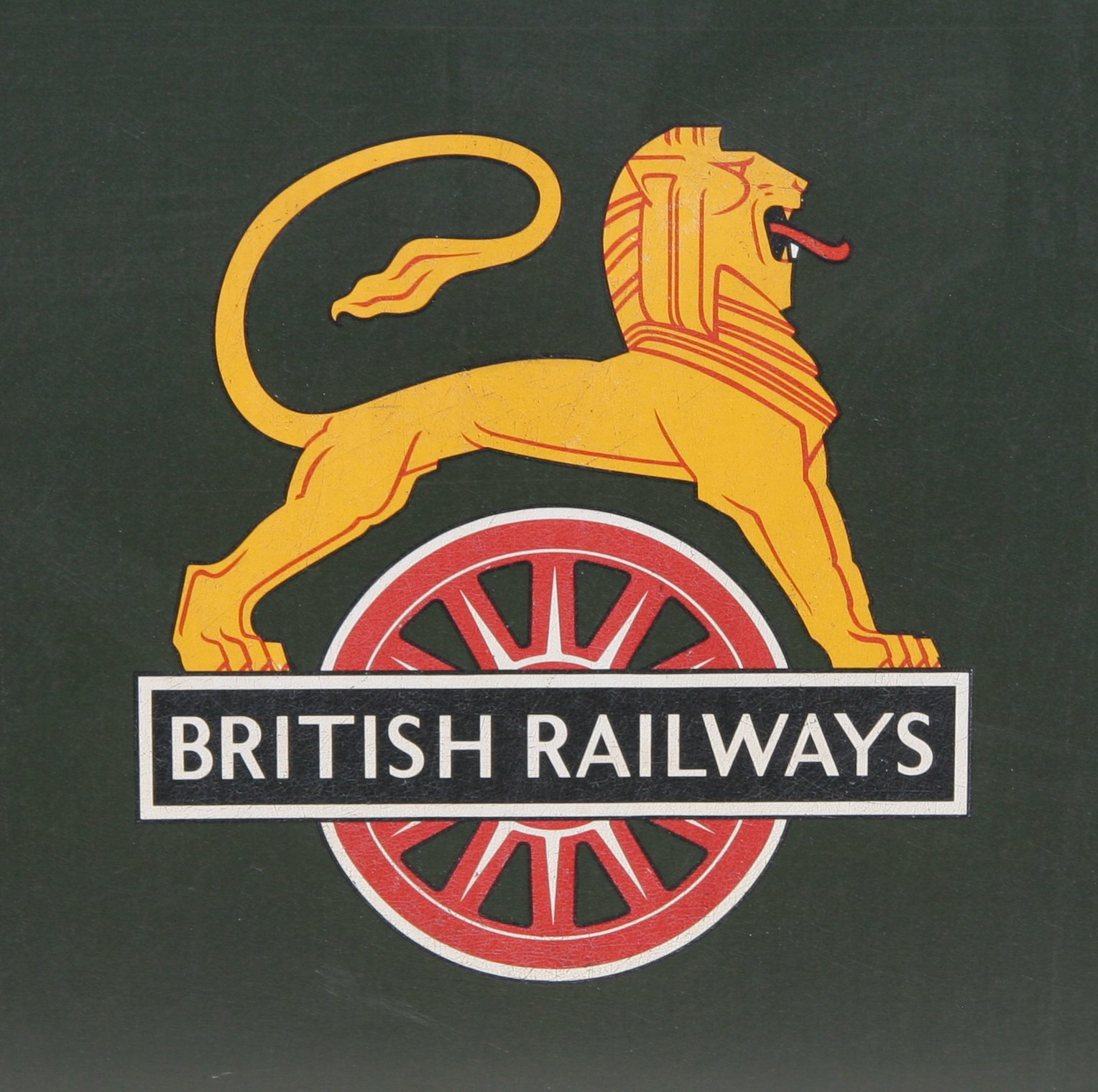
1948年頃のシンボル
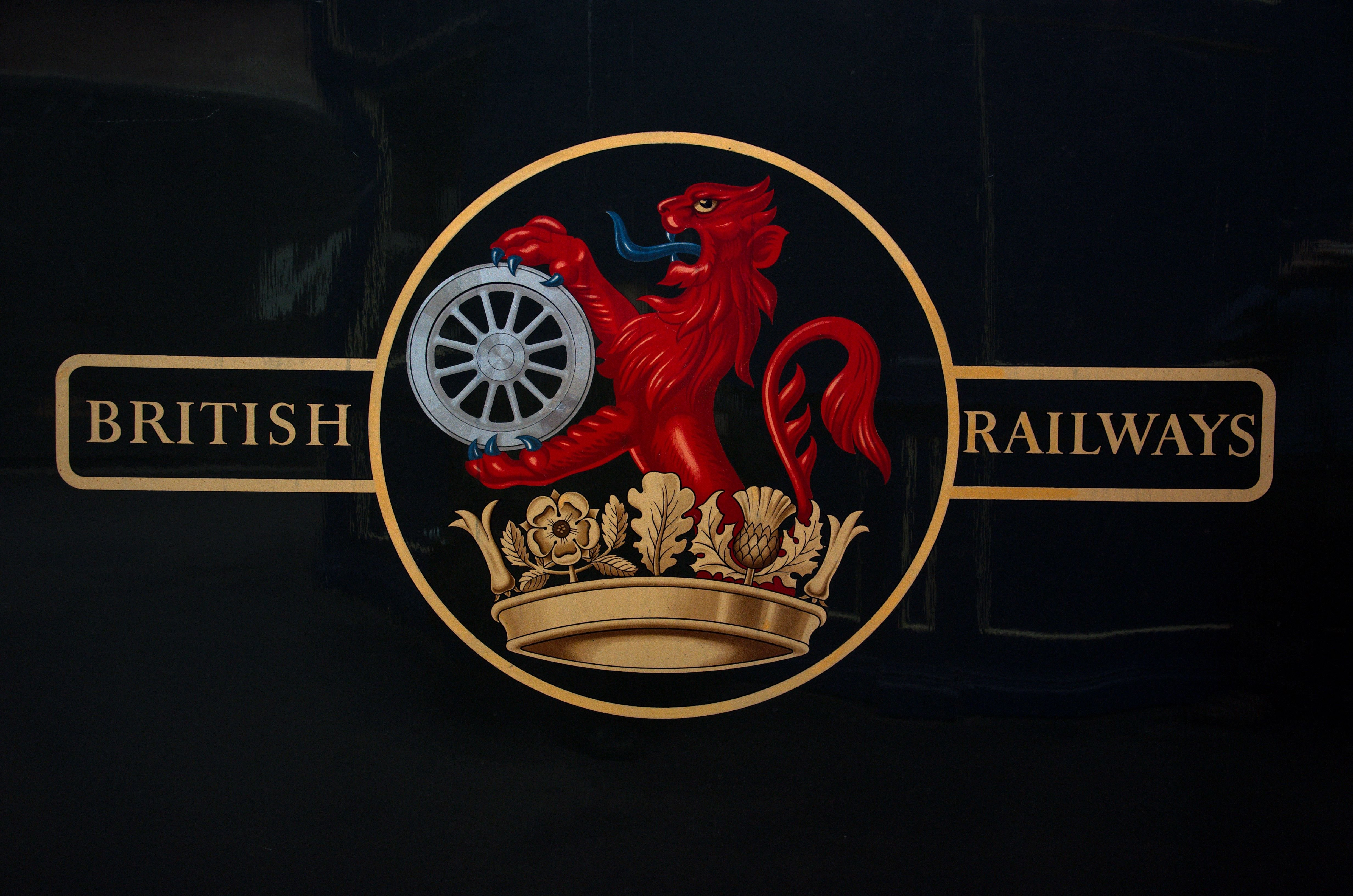
1956年からのシンボル、ロード・ライアン・キング・オブ・アームズ

#### 6つのリージョン

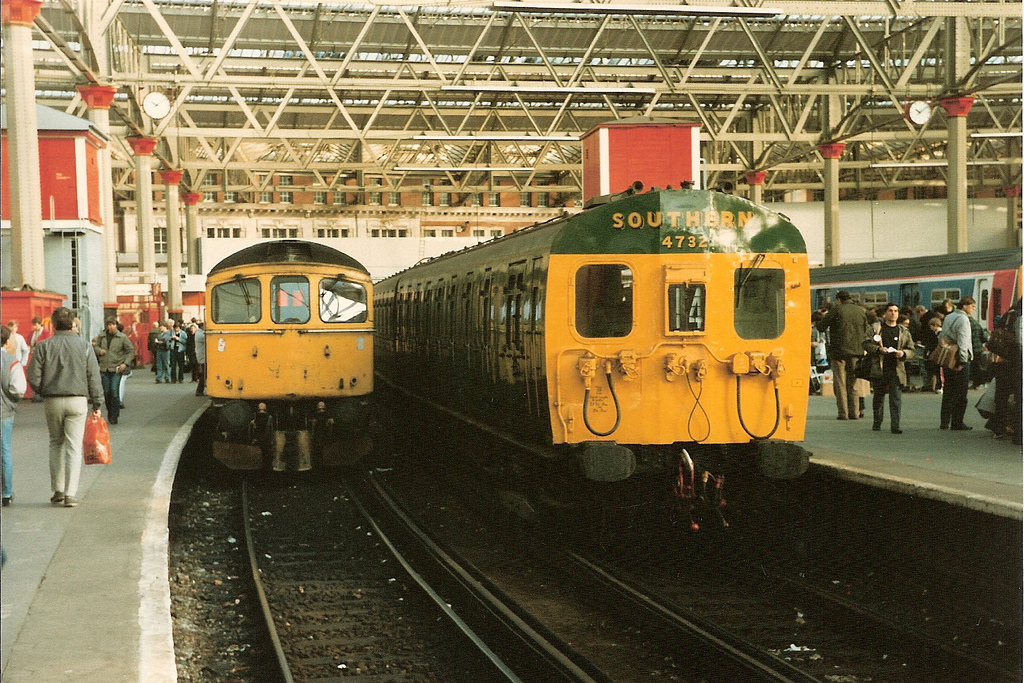
現役引退後しばらく動態保存されたサザン鉄道設計の国鉄通勤型電車4-SUB系

国有化の際、BTC鉄道部局の下部組織として、4大私鉄の機能を継承する形で、各地に6つの「リージョン」が設置された。各地域ごとに輸送管理や現場監督・調整を担い、私鉄設計の蒸気機関車や客車を引き続き増備するなど、基本的には元の「ビッグ4」と変わらないまちまちな運営体制であった。各リージョンは1980年代の輸送部門別の再編まで国鉄の営業組織の根幹を担った。
- イースタン・リージョン（英語版）（ER） ‐ 旧LNER南部分
- ノース・イースタン・リージョン（英語版）（NER） ‐ イングランドの旧LNER北部分・スキップトン（英語版）以東の旧LMS
- ロンドン・ミッドランド・リージョン（英語版）（LMR） ‐ イングランドとウェールズの旧LMS・スキップトン以西の旧LNER
- スコティッシュ・リージョン（英語版）（ScR） ‐ スコットランド（旧LMS・LNER）
- サザン・リージョン（英語版）（SR） ‐ 旧SR
- ウェスタン・リージョン（英語版）（WR） ‐ 旧GWR

なお当初は前身私鉄の範囲がそのまま局界とされたが、1950年代以降、営業エリアの整理のため、一部路線の移管などの再設定が何度か実施されている。
NERは1967年にERに統合され、また1988年にはERからアングリア・リージョン（AR）が分割された。

### 1955年の近代化計画
イギリス国内の鉄道は既に第二次世界大戦開戦の時点で他国に遅れを取り、戦後数年のうちに技術格差はさらに拡大した。路線の復旧工事も進捗が遅く、インフラの荒廃は深刻化していた。1954年にイギリス運輸委員会は近代化計画「Modernisation and Re-equipment of British Railways」を発表し、この計画に15年間で12億4千万ポンドを投じることを決定した。1956年の政府の白書は、近代化の効果で1962年にはイギリス国鉄の赤字解消が見込まれるとした。
この目的は速度、信頼性、安全性の向上および線路容量の増加により旅客・貨物輸送をより一層魅力的なものとし、道路に奪われた輸送シェアを回復するものであった。計画の主要な内容として、
- 東部地域、ケント、バーミンガムおよびスコットランド中心部の主要幹線電化
- 蒸気機関車廃止による無煙化
- 新しい客車・貨車の製造
- 大規模な貨車操車場の設置
- 信号・線路の設備更新

などが挙げられる。
ウェスト・コースト本線（西海岸本線）は1958年から74年にかけてフランス式の交流25キロボルト50ヘルツ・架空電車線方式で電化され、ロンドン以北の電化方式の標準となった。なお、国鉄はその10年前に2種類の直流1500ボルト架空電車線方式に多額の投資をしていた。ロンドンとグラスゴーの周辺の多くの通勤路線もまた電化され、また南部地域は戦前以来の750ボルト第三軌条方式による電化区間をケントからドーセット沿岸部に拡大した。電化は他の多くのヨーロッパ諸国の鉄道とは異なり、全国には及ばなかった。
新型のディーゼル機関車、電車・気動車を投入し、蒸気機関車を全機代替する方針に転換した。1950年代末より旧私鉄設計の機関車が順次廃車され、1960年代前半にはまだ車齢10年以内の国鉄型も置き換え対象となった。国有化以前の客車も、国鉄型客車の増備に伴い1960年代末に大半が廃車された。1963年に本線へディーゼル機関車が大量に導入され、貨物列車では先んじて1950年代後半から1960年代末に全廃、旅客列車からは1966年前半のWRでの廃止を皮切りに、最後に残ったLMR北部でも1968年8月に全廃となった。唯一の例外がウェールズのアベリストウィスにある軽便鉄道、ライドル渓谷鉄道（英語版）で、1989年の売却まで国鉄が蒸気機関車を運行した。
鉄道開業以来存在した全駅での貨物取扱義務が撤廃され、貨物設備への投資費用と人件費の削減に繋がった。また、速度の遅い貨物列車の減少で線路容量に余裕が生まれた。その一方で貨物輸送の自動車への転移が考慮されず、時代にそぐわない大規模な貨車操車場の建設や貨車の製造に多額の資金が費やされた。貨物用ディーゼル機関車も十分な開発期間を取らないまま性急に導入を進めた結果故障が頻発し、多くが製造後短期間で廃車となった。近代化計画の失敗は国鉄の民営化まで禍根を残し、財務省による国鉄の財務計画能力への不信感をもたらした。
1960年代前半より、線路上の作業員の安全を図るため、全てのディーゼル・電気機関車および電車・気動車の前面に黄色の警戒色が配された。

### ビーチングの斧

ビーチングの第二次計画で提示された「主要な幹線路線」（太線）。

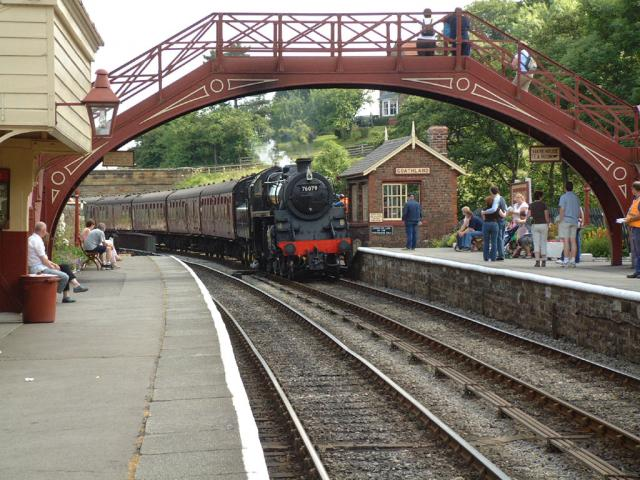
廃線の中には保存鉄道として維持され、蒸気機関車などの旧車が動態保存されているものもある。

1963年、国鉄総裁のリチャード・ビーチング博士は、鉄道の大規模な合理化を提唱する『Re-Shaping of British Railways』を発表した。モータリゼーションが進行し、利用者の減少に悩まされていた不採算ローカル線を廃止するもので、運行費の削減により損失削減を見込んだ。
この大規模廃線はビーチング・アックス （Beeching Axe - ビーチングの斧）と呼ばれ、1963年から1970年の間を中心に、当時の全路線中の3分の1と全駅中の半分を不採算として廃止された。廃止対象には前述のグレート・セントラル本線も含まれており、1969年までにエイスバリー以南のロンドン口近郊区間を残してほとんどが廃止された。なお、廃線の一部はその後歴史的鉄道車両の伝承のため各地で保存鉄道として活用された。
1965年に発表された「第二次ビーチング・アックス (Beeching Axe II)」では、「主要な幹線路線」（地図の太線）が示された。残る路線の処遇は、この報告書では明らかにされていない。

### 無煙化と新たなコーポレート・アイデンティティ

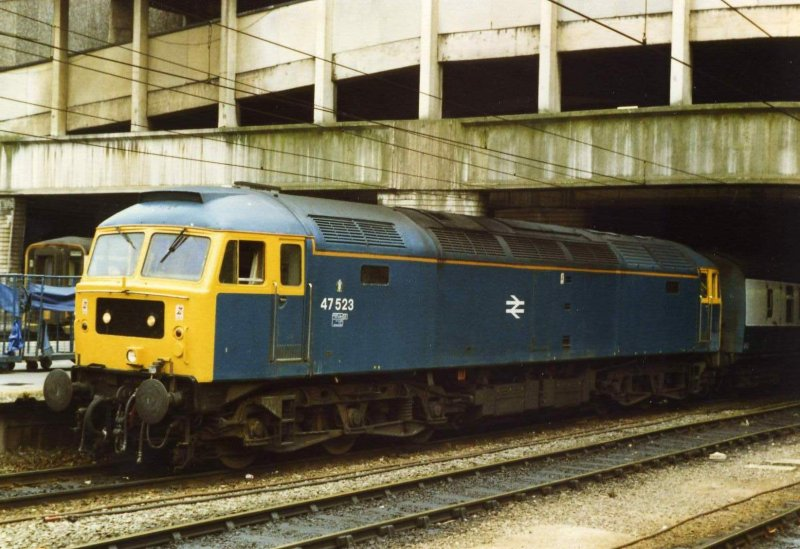
国鉄色・レールブルーの機関車

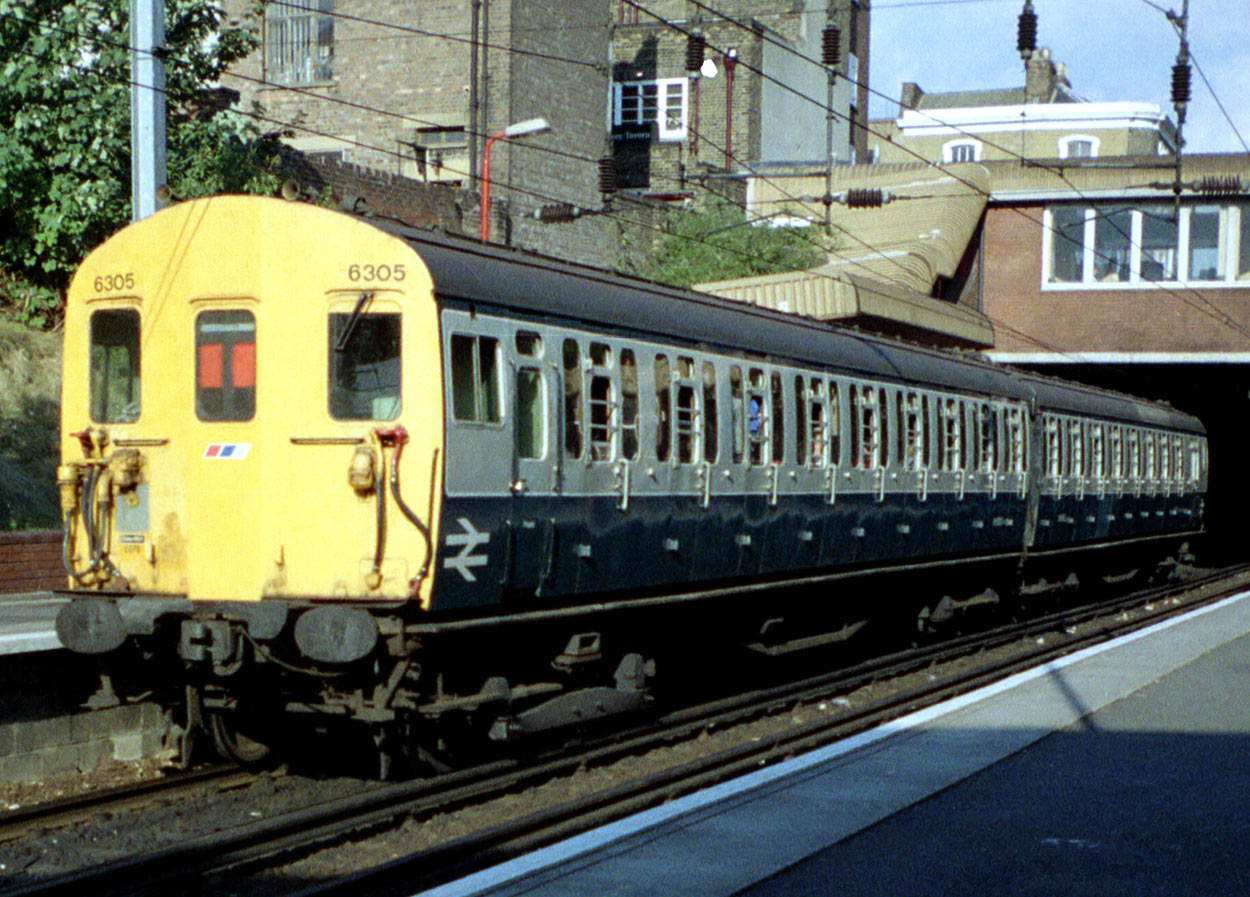
イギリス国鉄の旧型電車（416形電車）。1970年代以降の典型的な国鉄色をまとっている。

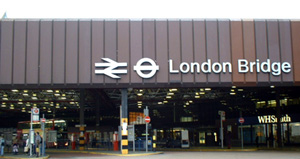
イギリス国鉄の「ダブル・アロー」（左側）（右側はロンドン地下鉄）は、分割民営化後も旧国鉄の在来線網「ナショナル・レール」のロゴマークとして継承されている

蒸気機関車全廃を機に、商標がBritish Rail（すべての歴史はBritish Rail brand names参照）に変更され、「ダブル・アロー」のロゴも登場した。案内標識に「レール・アルファベット（英語版）」と呼ばれるゴシック体が標準書体として用いられ、新たな国鉄色として「レール・ブルー（英語版）」が制定されほぼすべての機関車・旅客車両が塗り替えられた。
車両製造部門は1969年にブリティッシュ・レール・エンジニアリングに分社化、1973年には運行管理システムのTOPSが導入され、機関車と電車・気動車は形式名の設定と改番を、客車と貨車は従来の車番のまま車種分類記号の設定が実施された。

### 新型車両の開発と挫折

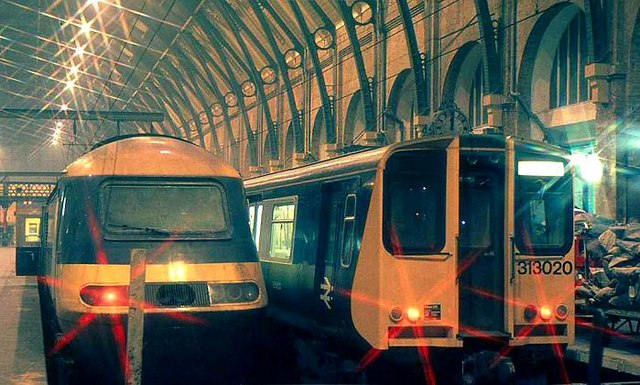
キングス・クロス駅に停車中のHST（左）と新型通勤電車PEPの量産形式313系（右）

1970年以降、イギリス国鉄の車両において急速な技術革新がみられることとなった。
通勤電車としては、1972年にこれまで主流だったスラムドアに代わる片側3つの両開き扉、電気指令式ブレーキ、アルミニウム合金製車体など、意欲的な設計を盛り込んだ試作車両445形（4-PEP）・446形（2-PEP）が開発された。この車両をベースに扉の数を片側2つとした量産車は、グレート・ノーザン・ルート向けの313形、マージーレール向けの507形、グラスゴー近郊向けの314形、暫定的なSR近郊区間向けの508形、グレート・イースタン本線向けの315形の5形式にわたって投入された。ただし、1981年以降はマーク3客車をベースとした新型車両が導入されるようになり、普通鋼製車体に戻っている。
時期を同じくして、日本で新幹線が開通したことで高速特急型車両の開発が各国でブームになっていた中、イギリス国鉄でも線形が悪く速度向上が困難であったウェスト・コースト本線の高速化のためAPT計画が立ち上げられ、1972年にまずガスタービン式のAPT-E、続いて交流振り子式電車のAPT-Pが1976年に製造された。前者は前後の動力車が客車を挟む標準的な動力集中方式であったのに対し、後者は14両編成の中間2両に動力車を配置し、前後6両の連接客車が挟む類例を見ない編成構成で世界初の強制振り子式電車ともなった。しかし、APT-Pは実際の試験でブレーキや車体傾斜システム等の技術的な問題が多発し、挙句車体傾斜システムの重大なトラブルが引き金となって脱線事故を引き起こす事態を招いたため量産化されないまま1986年に計画は打ち切りとなった。
全線電化が行われたウェスト・コースト本線に対し、非電化のまま存置されたイースト・コースト本線とグレート・ウェスタン本線の長距離列車には気動車のHSTが導入されることとなった。1972年に試作車1本、そのあとを受けて1976年から82年の間に量産車が製造されたが、こちらは信頼性が高く、民営化後も長年主力として活躍した。

### セクター化

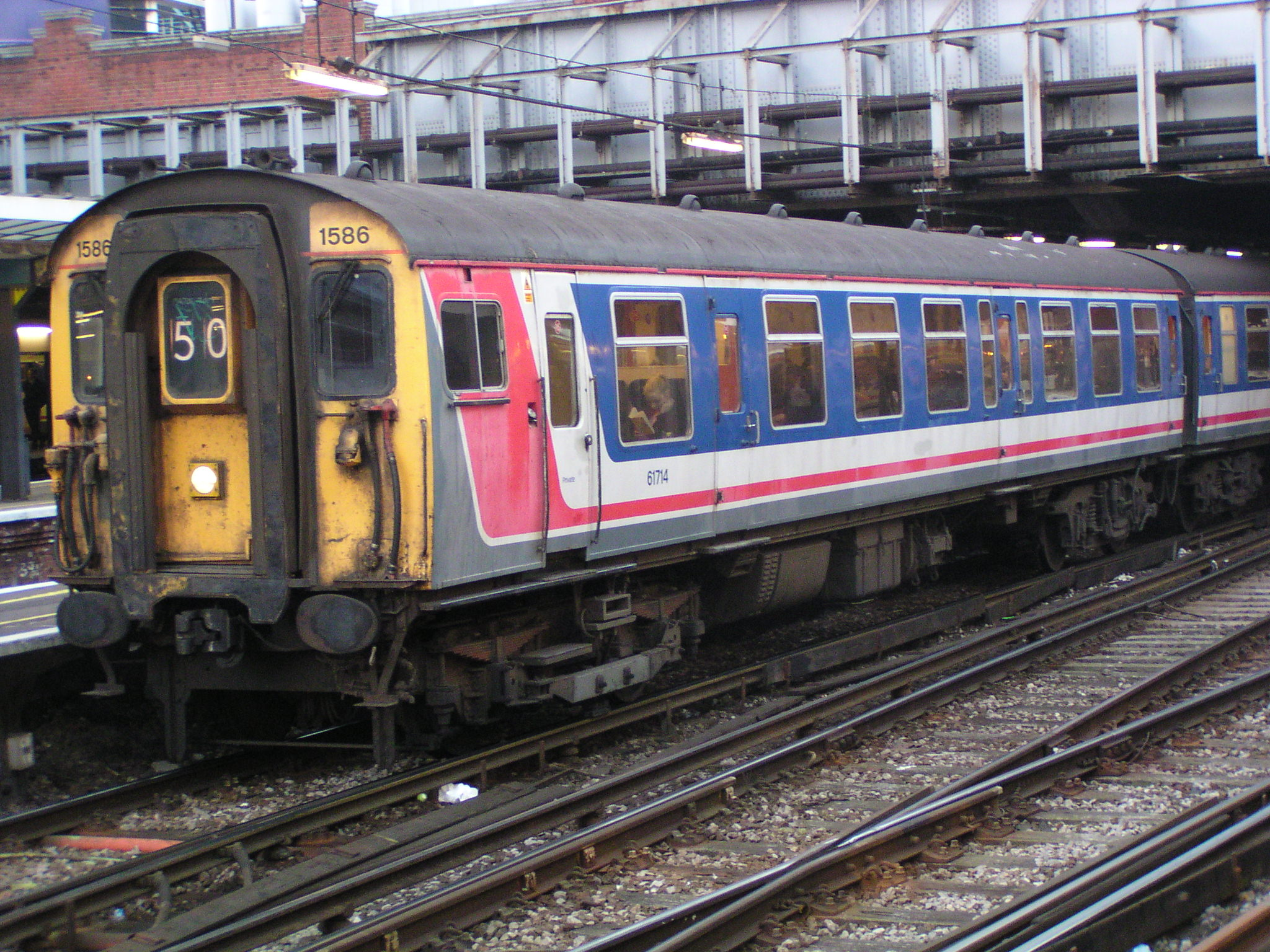
セクター化を機にネットワーク・サウスイースト色に変更されたサウス・イースタン本線の411（4-CEP）系電車。

1980年代の組織改編で、従来のリージョン5局（1988年にARが新設）から、5つのセクター（事業部門）に再編された。
旅客輸送のセクターは
- インターシティ（英語版） - 都市間特急列車
- ネットワーク・サウスイースト（英語版） - イングランド南東部の国電区間および支線区
- リージョナル・レールウェイズ（英語版） - 上記2セクター以外のローカル線の運行

貨物輸送のセクターは以下の通り。
- レール・エクスプレス・システムズ（英語版） - 小荷物輸送
- レールフレート（英語版） （のちに以下に分割）
  - トレインロード・フレート（英語版） - 貨物列車
  - レールフレート・ディストリビューション（英語版） - その他
  - フレイトライナー- インターモーダル輸送（鉄道コンテナ）

残った保守管理作業は新会社である「British Rail Maintenance Limited（略称BRML）」に分割された。
各部門はさらに地区内で細区分された。車両塗装も従来の国鉄色レール・ブルーに代わり、部門別の多種多様な塗装に移り変わった。なお、インフラの管理についてはその後も各リージョンが担当したが、それも1991年にセクターごとに移管され、リージョンは有名無実化された。
セクター化と前後して、最後の大規模な設備投資計画も策定された。1987年から1990年にかけて、イースト・コースト本線の電化、ロンドンの南北縦貫近郊路線テムズリンクの開業、およびロンドン - バーミンガム間を結ぶチルターン本線のさらなる近代化（参考：英語版）などが実行された。チルターン本線では信号冒進による事故発生を防止する自動列車保安装置であるATP (Automatic Train Protection) が初めて導入された。
このほかにもロンドン東西横断路線クロスレール建設やウェスト・コースト本線の新型高速列車インターシティ250など複数の主要なインフラ改良計画があったが、予算不足で計画は中止され、民営化後は正式に取りやめとされた。

### 分割民営化に向けて
公営サービスの民営化を掲げるサッチャーの政策はジョン・メージャー政権にも引き継がれ、1993年鉄道法（英語版）によって国鉄分割民営化が決定した。
民営化の際には日本のJRのような地域分割による4大私鉄復活から全国画一組織のまま国鉄本社の株式会社化まで様々な案が提言されたが、国内のシンクタンクであるアダム・スミス研究所の提言に基づき、電気やガスで前例があった上下分離方式が採用された。
3つのセクターの担当だった旅客列車に関しては運行系統ごとに民間企業に期限付きのフランチャイズが授与され、20数社の列車運行会社が運行を継承した。各社の鉄道営業の統括を担う組合として列車運行会社協会（ATOC）が設立され、「ナショナル・レール」 (National rail) のブランドを制定し、乗車券発行が共通化された。なお、フランチャイズ契約とは別に、線路使用料を払えば自由に運行できるオープン・アクセス・オペレーターの参入も解禁された。貨物輸送は準備会社が6社設立されたが、結局そのうちの5社がイングリッシュ・ウェルシュ・スコティッシュ鉄道（現DBカーゴUK）1社に統合された。
インフラについては競争性が薄いと判断され、国鉄が担ってきたインフラの一元管理の役割を引き継ぐ独占企業の設立が法律で制定され、1994年にレールトラック社 (Railtrack plc) が創設され、ロンドン証券取引所に上場予定とされた。
なお、国鉄本社は残務処理のため1997年以降も残存し、2000年運輸法（英語版）により運行会社の監査および営業政策提言を担う鉄道戦略庁に改組された。警察機関のイギリス鉄道警察（BTP）は民営化されずに存置され、民営各社に継承されない資産・負債管理は日本の国鉄清算事業団と同じく運輸省傘下に設置されたBRB (Residuary)に引き継がれ、同社が2013年に解散された後もなお残存する負債や廃線跡の軌道敷は同じく運輸省傘下のロンドン・アンド・コンティネンタル・レイルウェイズが保有している。

### 民営化後

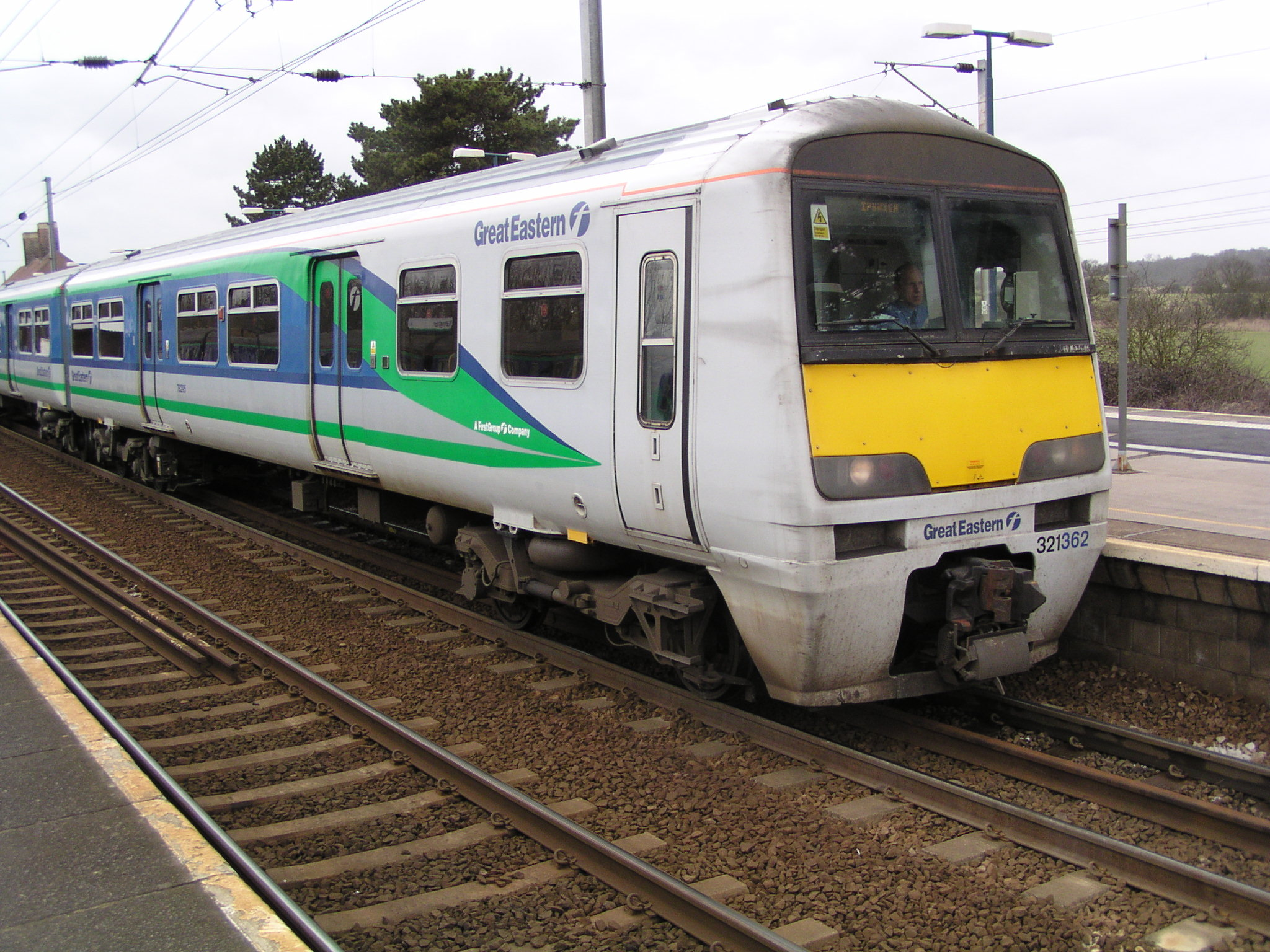
民営化後は運行会社が各々の塗装を採用した車両が登場している。

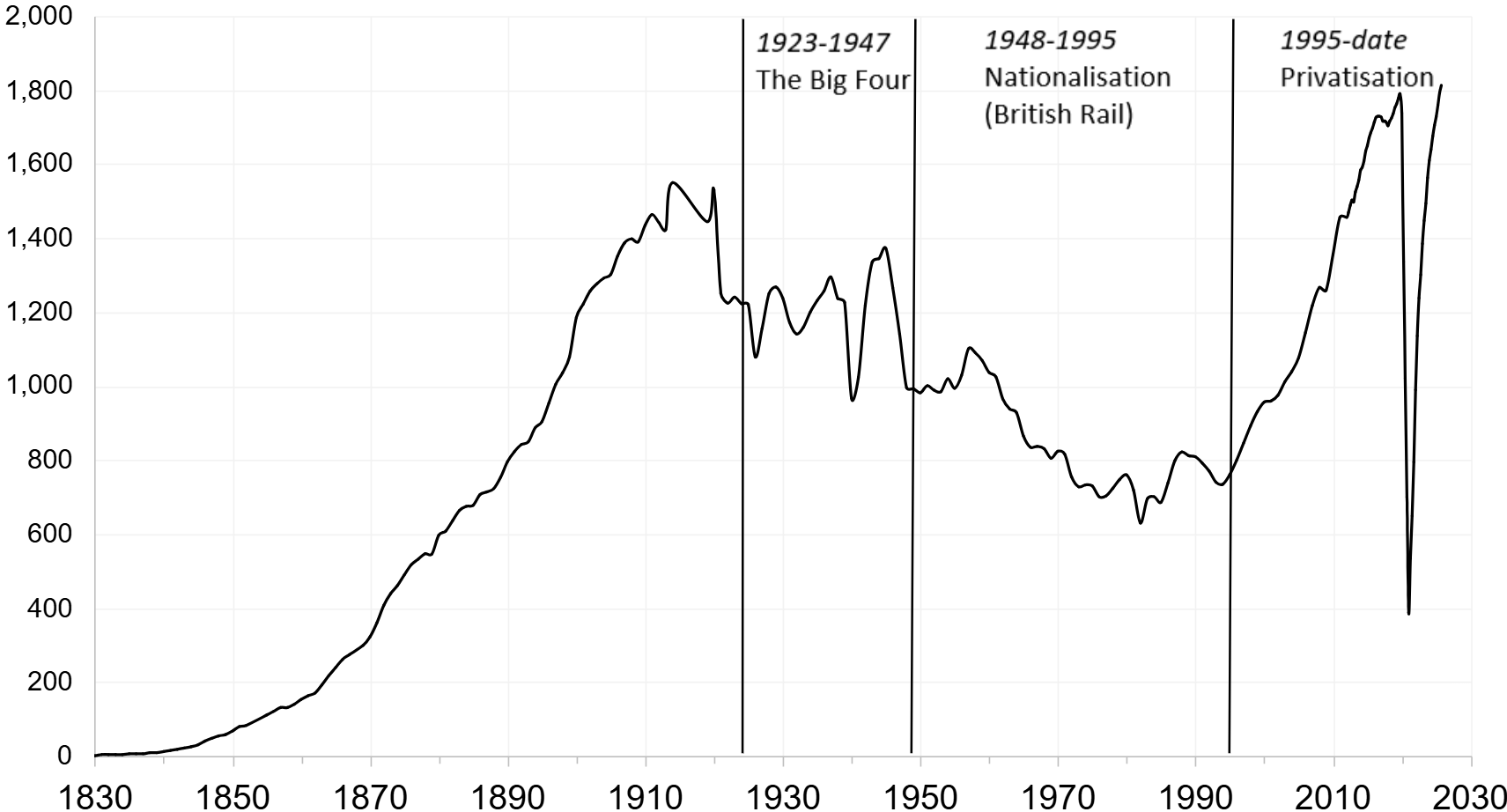
旅客輸送実績

貨物輸送実績

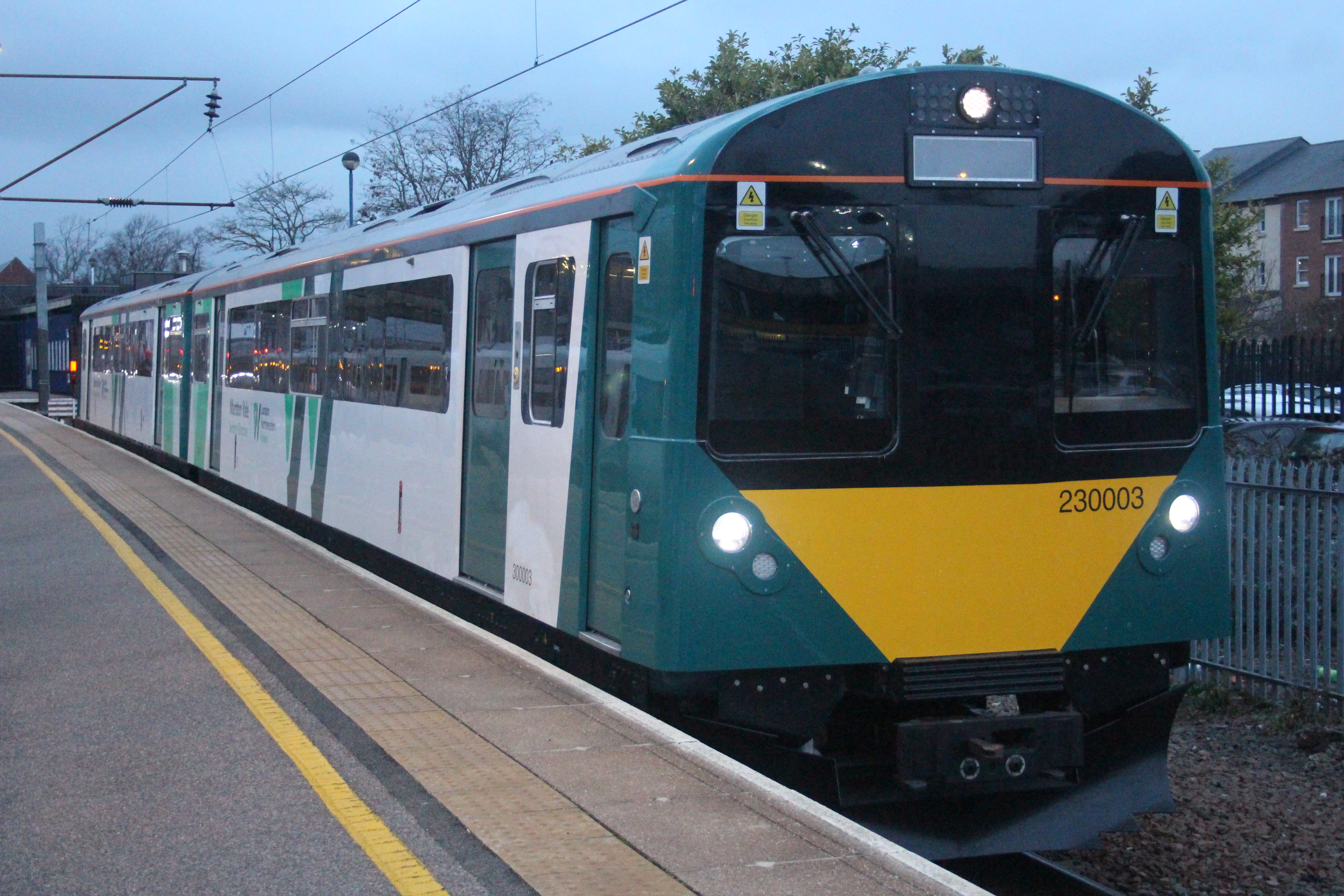
日本のJR東日本が出資するウェスト・ミッドランズ・トレインズが運行するロンドン地下鉄D78形改造の230形気動車

インフラ整備を行っていたレールトラック社は、保線作業の下請け化による監督の不十分さ、投資不足からの列車遅延の常態化や大事故の連続などにより2002年に事実上破綻した。同社の後を受けて公的機関のネットワーク・レールが設立され、2023年以降グレート・ブリティッシュ・レールウェイズに改組される予定となっている。
旅客列車の運行母体は、当初はナショナル・エクスプレスやステージコーチなど、1987年の国営企業ナショナル・バス・カンパニー解体で誕生したバス会社が中心だった。その後両社が段階的に撤退していく一方、SNCF傘下のケオリスやオランダ国鉄傘下のアベリオなど、ヨーロッパ大陸諸国の国鉄の参入事例が増加し、現在では香港鉄路やJR東日本が参画する事例もみられる。なお、フランチャイズ打ち切り後再入札までは運輸省等によるつなぎ運行が認められており、2022年4月の時点では東海岸本線のロンドン・ノース・イースタン・レールウェイ、スコットランドのスコットレール・トレインズ、ウェールズ地域のトランスポート・フォー・ウェールズ・レール、イングランド北部のローカル線のノーザン・トレインズ、南東本線のSEトレインズの5区において実施される見込みである。
民営化後、2020年の新型コロナウイルスパンデミックまで、旅客・貨物ともに輸送実績は増加を続けた。特に旅客輸送実績は2010年以降年間15億人を突破し、国鉄時代までのピークであった1910年代の数字をしのぐほどとなっている。その一方運賃の値上げも行われ、補助金についても2006年にはナショナル・レールにおける収益の3倍の補助金が国庫から充てられるほどに膨れ上がったが、後者に関しては2008年以降は減少している。
この輸送量増加が民営化の効果か、単なる道路の混雑の悪化と経済成長（通常は旅行者の増加をもたらす）の効果かは論議がある。あるアナリストは、経済が好調だった1980年代後半の旅客数の増加に似ており、不況になった1990年代前半には落ち込んでいると指摘した。しかし、近年の旅客数（旅行者数）は1950年代の水準（全国で年間10億人余）に回復している。しかも、インフレ率よりも高く（旅行を思いとどまらせるかのように）運賃の値上げが頻発する一般的な通勤路線でさえ、2007年にはその水準に達している。
民営化以降の旧国鉄の路線網は、イングランドでは変化に乏しい一方で、路線網の管理権が中央政府から自治政府に移管されたウェールズやスコットランドではビーチング・アックスで廃止されたローカル線の一部が復活するなどしている。民営化後は国鉄時代の画一的なサービスや塗装と打って変わって、車両塗装や広告デザイン、運行系統なども各社が多種多様に展開している。